# Захарова, Надежда Дмитриевна
Надежда Дмитриевна Захарова (род. 9 февраля 1945, дер. Голованово, Кудеверский район, Псковская область) — советская баскетболистка. Заслуженный мастер спорта СССР (1970). Заслуженный тренер России (1995).

## Биография
В 1958-76 гг. выступала за «Спартак» (Ленинград).
Окончила ГДОИФК им. П. Ф. Лесгафта, тренер-преподаватель. Член КПСС с 1975 года.
В 1977-78 гг. — тренер молодёжной сборной СССР — победительницы турнира на приз «Золотая Диана» (1978).
В настоящее время — старший тренер-преподаватель по баскетболу Санкт-Петербургского училища олимпийского резерва № 1.
Муж — заслуженный тренер СССР Станислав Гельчинский.

## Достижения
- Чемпионка ОИ-76
- Чемпионка мира 1971, 1975
- Чемпионка Европы 1968, 1970, 1972, 1974, 1976
- Чемпионка СССР 1974
- Серебряный призёр чемпионатов СССР 1970-73, 1975
- Бронзовый призёр чемпионата СССР 1976
- Бронзовый призёр VI Спартакиады народов СССР (1975)
- Чемпионка Универсиады-73
- Обладательница КОК 1972-74
- Обладательница Кубка Лилиан Ронкетти 1975
- Награждена орденом Трудового Красного Знамени и орденом Почёта (2006)